# Розсохівка
Розсо́хівка — село в Україні, у Валківській міській громаді Богодухівського району Харківської області. Населення становить 9 осіб. До 2020 орган місцевого самоврядування — Ков'язька селищна рада.

## Географія
Село Розсохівка розташоване на березі великого водосховища (~ 37 га), яке утворює безіменна річка, притока річки Мжа. На відстані 2 км розташовані села Трохимівка, Гузівка, Баранове і Мізяки. За 5 км розташоване м. Валки. До села примикає великий лісовий масив (дуб). За 3 км проходить залізниця, станція Баранове.

## Історія
12 червня 2020 року, розпорядженням Кабінету Міністрів України № 725-р «Про визначення адміністративних центрів та затвердження територій територіальних громад Харківської області», увійшло до складу Валківської міської громади.
19 липня 2020 року, в результаті адміністративно-територіальної реформи та ліквідації Валківського району, село увійшло до складу Богодухівського району.